# Tatiana Giraud
Pour les articles homonymes, voir Giraud.
Tatiana Giraud (née en 1972) est une chercheuse en évolution, écologie et biodiversité. Ses thèmes principaux de recherche sont la biodiversité et l'évolution, en utilisant principalement les champignons comme modèles biologiques.

## Parcours
Après avoir été diplômée en 1995 de l'Institut national agronomique Paris-Grignon, Tatiana Giraud a réalisé une thèse à l'INRA de Versailles, soutenue en 1998. Elle est ensuite attachée temporaire de recherche et d'enseignement à l'université Paris 13, puis chercheure post-doctorale à l'Université de Lausanne en Suisse. Elle travaille au CNRS depuis 2001 et y a été nommée directrice de recherches en 2009. Elle a été directrice adjointe du laboratoire Écologie Systématique Évolution (ESE) de l'Université Paris Saclay et dirige actuellement l'équipe Génétique et Ecologie Evolutives. Elle est membre de l'Académie des Sciences. 

## Recherches et enseignement
Un des thèmes principaux de ses recherches est l'évolution et la spéciation des champignons, la spécialisation des champignons pathogènes sur différentes espèces de plantes et leur capacité d'adaptation dans un milieu changeant rapidement. Elle étudie également l'évolution des chromosomes sexuels et la domestication des champignons utilisés pour la production de fromages. Elle a également étudié la domestication des pommiers. 
Elle a enseigné l'écologie et évolution à l'École polytechnique et au Collège de France, à l'Université Paris 13, Sorbonne Université et l'Université Paris Saclay. 

## Prix et distinctions
- 2006 : médaille de bronze du CNRS[2]
- 2015 : médaille d'argent du CNRS[2]
- 2015 : nommée dans la catégorie Innovation aux Femmes en or[2]
- 2017 : prix de recherche de la Société française d'écologie et d'évolution[2]
- 2017 : Grand prix scientifique de la Fondation Louis D.[3]
- 2019 : élue membre de l'Académie des sciences
- 2023 : Grade de Chevalier de la Légion d'Honneur[4]

## Livres
"L'attention au Vivant" avec Marie Ameller. 2024. Editions de l'Observatoire.